# Igor Konstantinowitsch Lopatin
Igor Konstantinowitsch Lopatin (russisch Игорь Константинович Лопатин; * 13. November 1923 in Poltawa, Ukrainische SSR; † 15. Juni 2012 in Belarus) war ein ukrainisch-belarussischer Biologe und Zoologe.
Lopatin war Absolvent der Universität Charkow und wurde mit einer Arbeit über die Blattkäfer an der Universität Odessa promoviert. 1965 habilitierte er sich in den biologischen Wissenschaften. Er war Professor am Zoologischen Institut der Akademie der Wissenschaften der UdSSR in Leningrad. Er lehrte seit 1966 an der Belarussischen Staatlichen Universität in Minsk und leitete 28 Jahre lang den Fachbereich Zoologie.
Er war Akademiemitglied der Moskauer Petrowski-Akademie der Wissenschaften. Er war Vorsitzender der Belarussischen Entomologischen Gesellschaft und Ehrenmitglied der Russischen Entomologischen Gesellschaft. Er wurde ausgezeichnet mit dem Staatspreis der Republik Belarus im Bereich der Wissenschaft und Technik (1984) und Gewinner des Preises der Wissenschaftlichen Schewtschenko-Gesellschaft (1994). Er veröffentlichte über 200 wissenschaftliche Arbeiten.